# Limnoria (Néréide)
Pour les articles homonymes, voir Limnoria.
Dans la mythologie grecque, Limnoria ou Limnoréia (en grec ancien Λιμνώρεια / Limnốreia) est une Néréide, fille de Nérée et de Doris, citée par Apollodore, Homère et Hygin  dans leurs listes de Néréides.

## Fonctions
Limnoria est la Néréide des marais salants,.

## Famille
Ses parents sont le dieu marin primitif Nérée, surnommé le vieillard de la mer, et l'océanide Doris. Elle est l'une de leur multiples filles, les Néréides, généralement au nombre de cinquante, et a un unique frère, Néritès. Pontos (le Flot) et Gaïa (la Terre) sont ses grands-parents paternels, Océan et Téthys ses grands-parents maternels.

## Mythologie
Limnoria est mentionnée comme l'une des 32 Néréides qui se rassemblent sur la côte de Troie, remontant des profondeurs de la mer pour pleurer avec Thétis la mort future de son fils Achille dans l'Iliade d'Homère.

## Évocation moderne

### Zoologie
Le genre de Crustacés des Limnoria tient son nom de la Néréide.